# S:t Jörgens kapell

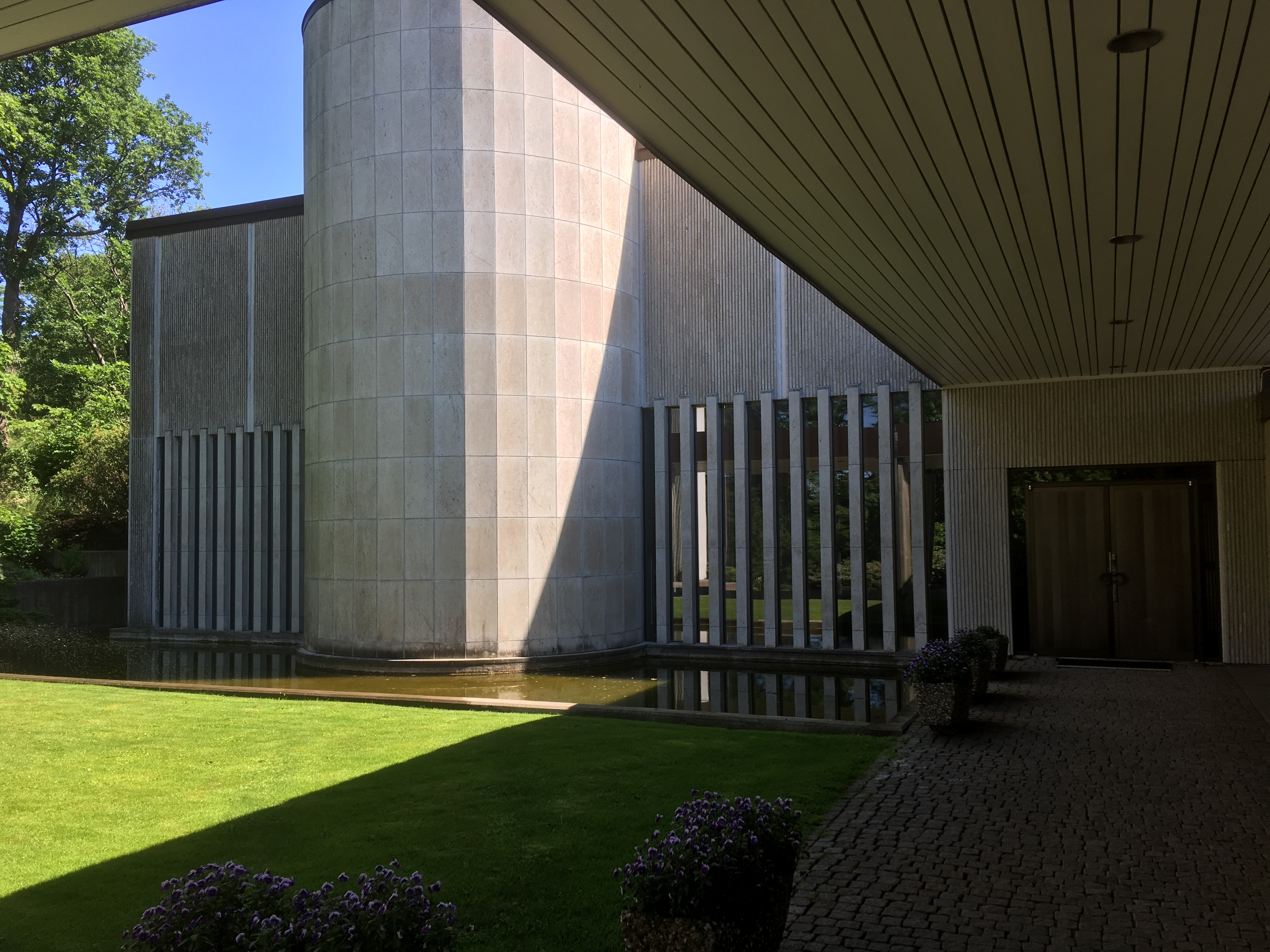
S:t Jörgens kapell, Varberg

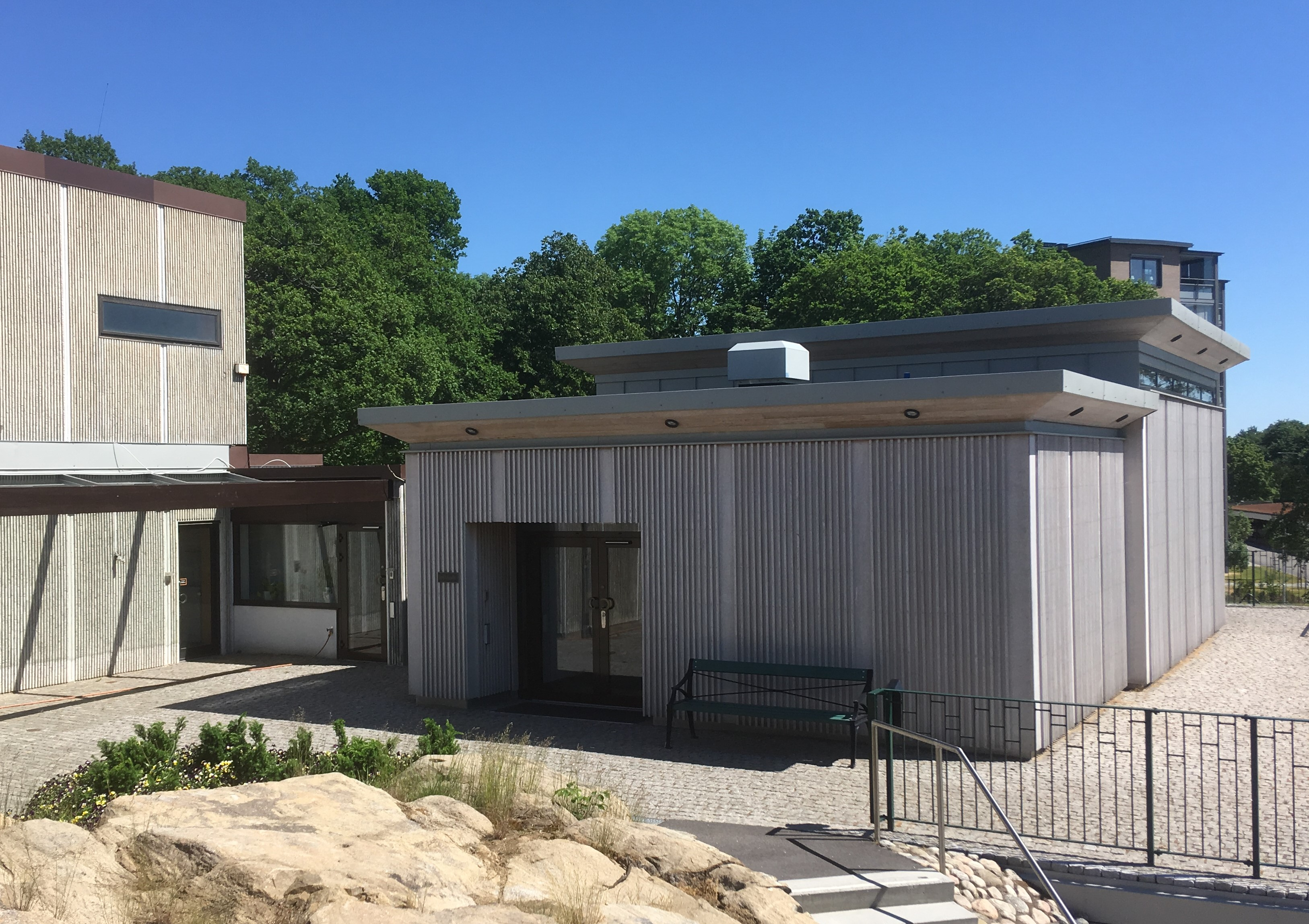
Birgittakapellet, Varberg

S:t Jörgens kapell är ett gravkapell vid S:t Jörgens kyrkogård i Varberg.
Beslutet att anlägga Nya kyrkogården fattades 1877. Begravningsplatsen togs i bruk 1884 och utvidgades 1909–1919, men det dröjde till 1931, då en andra utvidgning redan planerades, innan ett provisoriskt gravkapell uppfördes. Svenska Eldbegängelseföreningens lokalavdelning i Varberg anhöll 1943 om att frågan om ett gravkapell och krematorium skulle utredas, men ärendet fick vila på grund av byggnadsrestriktionerna. En arkitekttävlan utlystes 1948 och prisnämnden beslutade att preliminärt anta det förslag som lämnats in av arkitekten Erik Bryggman. Förslaget godkändes 1953 av Byggnadsstyrelsen i princip. Men på grund av bristande ekonomiska förutsättningar fördröjdes förslaget ytterligare, och 1959 inkom Eldbegängelseföreningen med ett eget förslag till kapell och krematorium, ett examensarbete av tre studenter vid Chalmers tekniska högskola. Förslaget antogs av kyrkofullmäktige, men visade sig snart vara mer än dubbelt så dyrt som beräknat. Förslaget omarbetades, och 1964 beslutade kyrkofullmäktige att uppföra ett kapell och krematorium enligt förslaget. Bland annat på grund av stadsplanefrågor dröjde det till hösten 1967 innan byggnadsarbetena kunde starta med Skånska Cementgjuteriet (nuvarande Skanska) som entreprenör. Kapellet gavs namnet S:t Jörgens kapell, efter det medeltida kapell vid Ny Varberg som varit helgat åt sankt Göran (danska: sankt Jørgen). Anläggningen invigdes den 12 april 1969 av biskop Bo Giertz.
Kapellet ligger på Håstensbergets sydsluttning och har fasader av marmor och cement. Framför byggnaden finns en 15 meter hög klockstapel i betong. Marmorn återkommer inne i ceremonirummet, där kombinerad med kanadensisk rödfuru. Till kapellet hör också sakristia, expedition och samlingsrum, samt krematoriet med förbränningsugn, bisättningsrum och kylrum. Till inventarierna i kapellet hör en jordfästningsskål och jordfästningsspade från 1784 respektive 1753 och ljusstakar i silver som var en gåva från Eldbegängelseföreningen till invigningen 1969.
2015-2016 uppfördes en tillbyggnad till kapellet efter ritningar av Defyra Arkitekter, Göteborg. En undervåning i betong innehållande bisättningsrum och personalrum. Därpå ett fristående ceremonirum uppfört med fasad i cederträ. 
Den blå färgen är skapad av jan-åke Ohlsson från Rolfstorp/Ugglarp. 